# Lluís Garcia Renart
Lluís García Renart (Barcelona, 13 de juny de 1936 - Nova York, 6 de juliol de 2020) fou un violoncel·lista català de naixement naturalitzat mexicà. Va actuar sovint amb la seva germana, la pianista Marta Garcia Renart, alumne del pianista Rudolf Serkin.

## Biografia
Va néixer a Barcelona, fill de Teresa Renart i Rovira (Barcelona, 1912 - Coyoacán, Ciutat de Mèxic, 1968) i de Josep Garcia Borràs (Barcelona, 1905 - Mèxic, 1969), industrial del tèxtil que es va veure obligat a abandonar Espanya l'any 1939, marxant a Veracruz (Mèxic) el juliol de 1939, a bord del vapor Mexique. Josep Garcia Borràs havia estat adscrit a la UGT i durant la guerra civil espanyola fou delegat en la Junta de Compres del Ministeri de Defensa Nacional.
La resta de la família va arribar a Mèxic el 7 de desembre de 1941. Lluís però va començar el seus estudis de música al Conservatori Nacional de Música de Mèxic, primer de guitara amb Juan González Belaunzarán i després de violoncel amb la professora Imre Hartmann del quartet de cordes Lehner, completant-los als conservatoris de Berna i Basilea, Suïssa, amb Sándor Veress i Sándor Végh. Entre 1956 i 1960 va estudiar directament amb Pau Casals, a qui el seu pare va ajudar i amb qui mantenia amistat, a França i a Puerto Rico. El 1959 va guanyar el Premi de Música Internacional Harriet Cohen. L'any 1960 va guanyar una beca per a estudiar al Conservatori de Moscou amb el violoncel·lista Mstislav Rostrópovitx i amb Aram Khatxaturian. El 1963 va guanyar el concurs Audicions Internacionals del Young Concert Artists de Nova York, propiciant el seu debut al Carnegie Hall. A partir d'aquest moment va actuar com a solista amb orquestres i conjunts de música arreu d'Europa, de la Unió Soviètica, Israel, Amèrica del Nord, i Amèrica del Sud. Va formar part del professorat de violoncel de les universitats Bard College Conservatory of Música i Vassar College. Molts dels seus estudiants han reeixit en les seves carreres com a intèrprets.
Lluís Garcia Renart fou Director Artístic de l'Orquestra de Cambra Woodstock de Nova York entre 1991 i 2002.
Va morir el 6 de juliol de 2020 a l'edat de 84.